# Saperda nigra
Saperda nigra là một loài bọ cánh cứng trong họ Cerambycidae.